# Laagpakket van Noorbeek

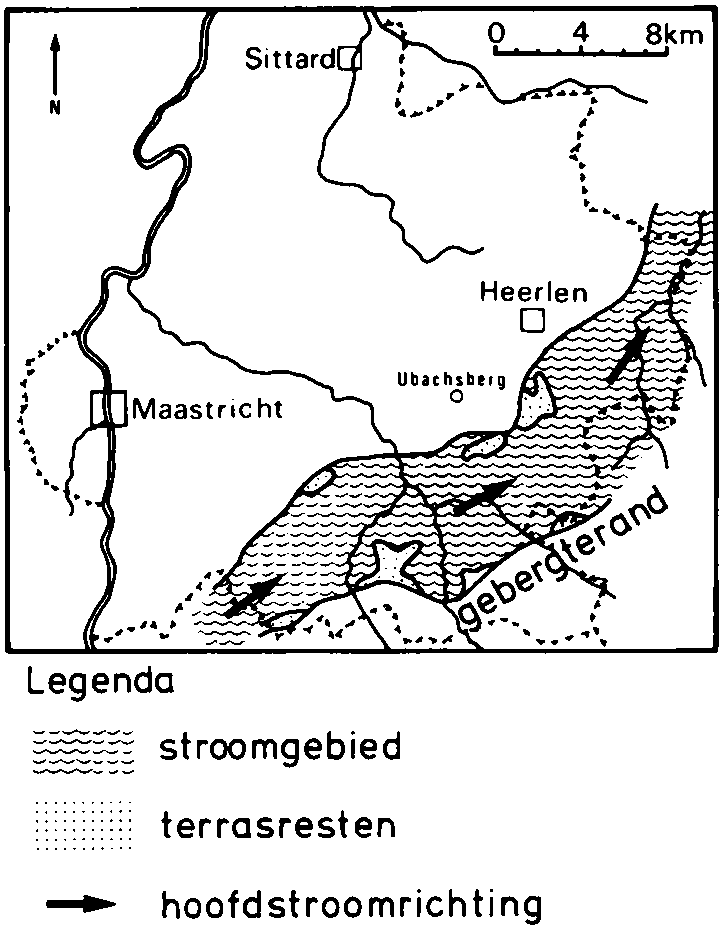
De Kosberg-fase van de Oostmaas, de fase waarin het Laagpakket van Noorbeek werd afgezet

Het Laagpakket van Noorbeek, voorheen ook bekend als de Afzettingen van Noorbeek, is een afzetting uit de Formatie van Beegden (voorheen de Formatie van Tegelen) in de Boven-Noordzee Groep. Het laagpakket werd afgezet in de Kosberg-fase van de Oostmaas in het vroeg Pleistoceen (Tiglien).
De afzetting is vernoemd naar het dorp Noorbeek.

## Voorgeschiedenis
Het gebied van de Ardennen en Zuid-Limburg was aan het einde van het Tertiair een schiervlakte waar de Oermaas stroomde. Op deze schiervlakte werd door de rivier het Laagpakket van Waubach afgezet.

## Het dal van de Oostmaas
Door de opheffing van het Ardennen-Rijnlandse-Massief worden de uit het zuiden komende rivieren gedwongen zich in te snijden in het langzaam rijzende gebied. Dit gaat gepaard met sterke erosie in de Ardennen en het zuidelijke gelegen Vogezengebied. Grof gebergtepuin wordt naar Zuid-Limburg getransporteerd en herkent men nu voor het eerst een uit het zuiden komende rivier die de Maas te noemen is.
Het oudste morfologisch herkenbare dal van de Maas strekt zich uit van Luik over Eijsden, Noorbeek, Gulpen, Simpelveld, Kerkrade naar Jülich, waar de Maas uitmondde in de Rijn. Dit is het dal van de Oostmaas. In het noorden wordt dit dal begrensd door een hoge rug die loopt van Hallembaye (Eiland van Hallembaye) naar de hoogte van Banholt (Eiland van Banholt) en de hoogte van Ubachsberg (Eiland van Ubachsberg) bij de Huls. Door de latere doorbraak van de Maas naar het westen zijn grote delen van de noordelijke dalwand verdwenen en zijn alleen de voornoemde punten voor erosie gespaard gebleven. Dit dal is dan verder te volgen langs de oostrand van het Eiland van Ubachsberg naar Waubach. Ten noorden van de Feldbissbreuk, in het dalingsgebied, vervaagt de noordelijke dalwand.
De zuidelijke dalwand wordt gevormd door de zogenoemde gebergterand, een steilrand die de zuidelijke begrenzing vormt van het sedimentatiegebied van de Maas. Deze gebergterand, die tevens de noordrand van de schiervlakte vormt, loopt langs Hoogcruts, Epen, Vijlen en via Orsbach over Duits gebied in de richting van Vetschau ten noorden van Laurensberg.

## Terrassen
In het dal van de Oostmaas zijn enkele terrassen te onderscheiden. De oudste fase wordt gevormd door het Laagpakket van Kosberg, gevolgd door het Laagpakket van Crapoel, daarna het Laagpakket van Noorbeek en ten slotte de jongste door het Laagpakket van Simpelveld. Het niveau van de basis van het Laagpakket van Kosberg ligt op circa 190 meter boven NAP, terwijl de basis van het Laagpakket van Simpelveld circa 25 meter lager ligt.
Van grote betekenis voor de dalvorming was de langzame opheffing en daarmee gepaard gaande insnijding waardoor het mogelijk is de afzettingen aan de hand van hun hoogteligging van elkaar te onderscheiden.
Het huidige niveau van de basis van het Laagpakket van Kosberg ligt op circa 190 meter boven NAP, terwijl de basis van het Laagpakket van Simpelveld circa 25 meter lager ligt. Tussen de niveaus van de laagpakketten van Kosberg en Simpelveld in ligt het Laagpakket van Noorbeek.
Op enkele plaatsen is het Laagpakket van Noorbeek afgezet insnijdend op het Laagpakket van Crapoel, terwijl het Laagpakket van Noorbeek lokaal ingesneden wordt door het Laagpakket van Simpelveld.

## Afzettingen
Het Laagpakket van Noorbeek bestaat uit Maasgrind en zand die door de Oostmaas is afgezet, met lokaal soms ook klei of leem. Het heeft een dikte tot ongeveer vijftien meter en basis van het laagpakket ligt op een hoogte van 170 meter boven NAP.
Hernieuwde insnijding zorgde voor de erosie van een groot deel van het Laagpakket van Noorbeek. Alleen in de flanken van het dal bleven terrasresten bewaard. In het achterland snijdt de Maas zich steeds dieper in en dikke pakketten zand en grof grind, die tot 12 meter dik kunnen zijn, worden afgezet.